# Bukowie (województwo zachodniopomorskie)
Bukowie (niem. Buchenau) – kolonia w Polsce położona w województwie zachodniopomorskim, w powiecie choszczeńskim, w gminie Bierzwnik. W latach 1975–1998 miejscowość administracyjnie należała do województwa gorzowskiego. W roku 2007 kolonia liczyła 5 mieszkańców. Miejscowość wchodzi w skład sołectwa Pławno.

## Geografia
Kolonia leży ok. 4,5 km na południowy wschód od Pławna, przy drodze wojewódzkiej nr 160.